# Островіте (Свецький повіт)
Островіте (пол. Ostrowite, нім. Ebensee) — село в Польщі, у гміні Льняно Свецького повіту Куявсько-Поморського воєводства.
Населення — 310 осіб (2011).
У 1975-1998 роках село належало до Бидгощського воєводства.

## Демографія
Демографічна структура станом на 31 березня 2011 року:
|          | Загалом | Допрацездатний вік | Працездатний вік | Постпрацездатний вік |
| -------- | ------- | ------------------ | ---------------- | -------------------- |
| Чоловіки | 158     | 40                 | 104              | 14                   |
| Жінки    | 152     | 39                 | 86               | 27                   |
| Разом    | 310     | 79                 | 190              | 41                   |